# Пінський повіт (1921—1940)

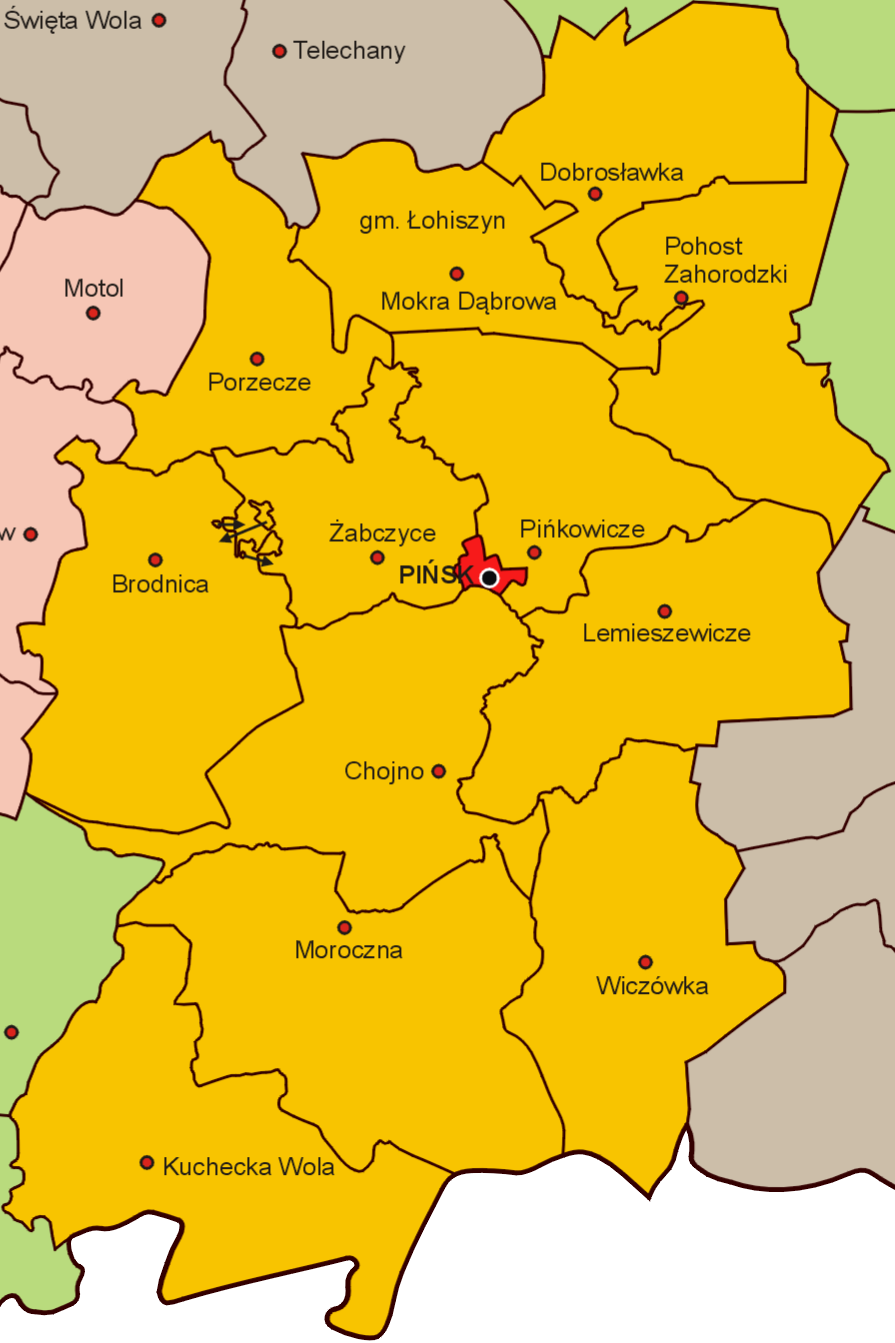
Пінський повіт

Пінський повіт (Пинський повіт, пол. Powiat piński) — історична адміністративно-територіальна одиниця в складі Поліського воєводства II Речі Посполитої. Був розташований на півночі української етнічної території.

## Історія
Попередником адміністративно-територіальної одиниці був Пінський повіт у складі Української Народної Республіки, який існував у 1918—1919 роках. Утворений 1 березня 1921 внаслідок вилучення зі складу повіту восьми волостей до новоутвореного Лунинецького повіту.
1 січня 1923 р. розпорядженням Ради Міністрів Польщі гміни доброславська і погостська вилучені з Лунинецького повіту і приєднані до Пінського, з якого вилучена гміна рачицька і включена до Столінського повіту.
1 січня 1926 р. розпорядженням Міністра внутрішніх справ селище Мартинівка Пінського повіту вилучене з гміни Поріччя і приєднане до гміни Логішин.
15 грудня 1926 р. з Пінського повіту передано гміни Любешув і Угриніче до Каширського повіту.
19 березня 1928 р. розпорядженням Ради Міністрів Польщі ліквідовано гміну Дружиловіче Дорогичинського повіту, а належне до неї село Борова (біл. Баравая) включено до гміни Пожече Пінського повіту.
Розпорядженням Міністра внутрішніх справ Польщі 23 березня 1928 р. ґміну Ставек було розділено між ґмінами Пінковіче і Жабчице, також передано хутори Ощетина, Підварок і Уїзд від ґміни Логішин до ґміни Погост-Загородзкі, а село Острів — від ґміни Морочна до ґміни Вічувка.
Розпорядженням Ради Міністрів Польщі 26 квітня 1929 р. межі міста Пінськ розширені за рахунок приєднання земель ґмін Пінковіче і Жабице.
Розпорядженням Ради Міністрів Польщі 15 травня 1937 р. до Лунинецького повіту передані вилучені:
- з сільської ґміни Погост Загородзкі — фільварок Ляховець
- з сільської ґміни Доброславка — село і фільварок Задуб'я[8].

1 квітня 1939 р. межі міста Пінськ розширені за рахунок приєднання земель міщан із ґміни Хойно (на правому березі річки Піна).

## Адміністративний поділ
Міські ґміни:
1. м. Пінськ
2. містечко Серники — до 1926. Статус понижено до містечка сільської ґміни

Сільські ґміни:
1. Ґміна Бродниця
2. Ґміна Вічовка
3. Ґміна Доброславка — від 1923. Передано з Лунінецького повіту
4. Ґміна Жабчиці
5. Ґміна Кухоцька Воля
6. Ґміна Леміщевичі
7. Ґміна Логішин
8. Ґміна Любешів — до 1926. Передано до Камінь-Каширського повіту
9. Ґміна Морочно
10. Ґміна Пінковці
11. Ґміна Погост Загородський — від 1923. Передано з Лунінецького повіту
12. Ґміна Поріччя
13. Ґміна Радчиськ — до 1922. Передано до Столінського повіту
14. Ґміна Ставок — до 1928
15. Ґміна Угриничі — до 1926. Передано до Камінь-Каширського повіту
16. Ґміна Хойно

## У складі СРСР
Після радянської анексії до Сарненського повіту 27 листопада 1939 включені Вітчівська, Кухітсько-Вольська і Морочанська волості Пінського повіту в ході випрямлення кордону з БРСР. Включений Указом Президії Верховної Ради СРСР від 4 грудня 1939 року до складу новоствореної Пінської області. Ліквідований 15 січня 1940 р. з поділом на Жабчицький, Логішинський і Пінський райони. Під час німецької окупації територія була включена до Пінського ґебіту Генеральної округи Волинь-Поділля, тобто німці визнавали Пінщину українською етнічною територією.